# Planty (botanika)

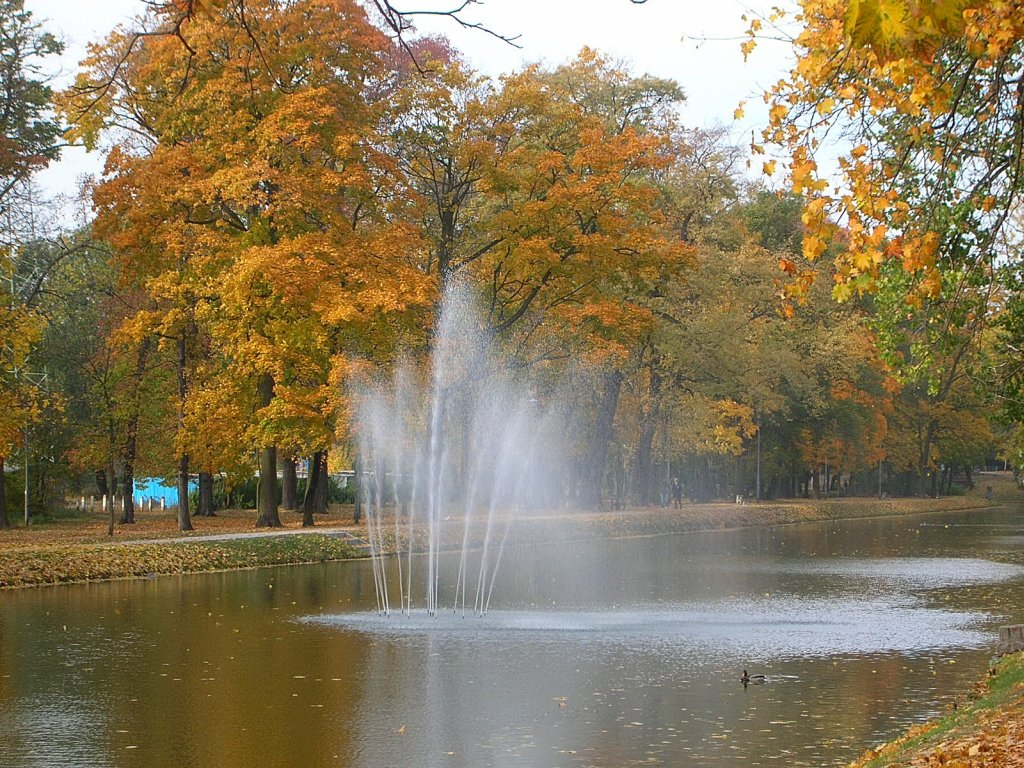
Planty nad Kanałem Bydgoskim

Planty (łac. planta – roślina, plantować – wyrównywać teren) – rodzaj miejskich terenów zielonych zwykle zakładanych na miejscu likwidowanych fortyfikacji miejskich (murów obronnych, wałów ziemnych, fos), czy dawnego koryta rzecznego.
W Polsce znanym przykładem plant są Planty Krakowskie utworzone w pierwszej połowie XIX wieku, a także planty w Rawiczu.